# Carlo Mollino
Carlo Mollino (* 6. Mai 1905 in Turin; † 27. August 1973 ebenda) war ein italienischer Architekt und Designer.

## Leben
Carlo Mollino wurde am 6. Mai 1905 in Turin geboren. Sofort nach dem Abschluss der Mittelschule Collegio S. Giuseppe schreibt er sich für einen zweijährigen Lehrgang an der Ingenieursfakultät ein, wechselt jedoch bei der ersten Gelegenheit auf das soeben gegründete Istituto Superiore di Architettura, wo er zuerst Kunstgeschichte, später Architektur studiert.
1931 erhält er eines der ersten von der Fakultät vergebenen Diplome und beginnt im Studio seines Vaters Eugenio, einem der bekanntesten Baumeister Turins, zu arbeiten. Der Vater ist es auch, der in Mollino die Liebe für die Berge und das Wandern weckt. Der montane Baustil, den er im Zuge dieser sportlichen Aktivitäten kennenlernt, wird ein Leben lang prägend sein, und Mollino bringt ihn in zahlreichen Projekten und Realisierungen ein.
Mit seinem Vater jedoch, der unter anderem das Molinette-Hospital plante, führt er nur wenige gemeinsame Projekte durch.
Carlo Mollino blieb ehelos.

### Publikationen
Weitere Aktivitäten umfassen Publikationen im Casabella Verlag, der auch eine eigene Zeitschrift herausbringt. Er veröffentlicht allerdings auch in anderen Verlagshäusern, und seine Bibliografie umfasst eine Vielzahl von Werken, von Romanen über Zeitschriftenartikel, erotische Fotobände, ein Skilehrbuch, Filmkritiken und Werken der Kunstgeschichte bis hin zu Gastkommentaren und Vorworten. Das umfangreiche Archiv wird von der Zentralbibliothek der Fakultät Architektur des Polytechnikums Turin verwaltet.

### Sport und Technik
Mollino gilt als Universaltalent, und seine Leistungen umfassen nicht nur Höhepunkte der Architektur, sondern auch Möbeldesign, Fotografie, Entwürfe eines Rekordwagens der Firma Nardi & Danese, des Nardi Bisiluro Damolnar (für Danese, Mollino und Nardi), diverse Auftritte bei den 24 Stunden von Le Mans, den berühmten AGIP-Schaubus Nube d’Argento und Kunstflug. Die Flugbewegungen sind detailliert berechnet und entworfen und werden so zu Choreografien. Auch seine von ihm angewendete Skifahrtechnik wird zu einer Kunstform, in dem er die Spuren der Skier fotografiert und sich von den Kurven zu Entwürfen für Möbel oder Gebäude inspirieren lässt. Er meldet mehrere Patente an, u. a. zu Kaltverformung von Sperrholz. In dieser Technik, die wesentlich weniger aufwändig ist, als die Warmverformung, die beispielsweise Alvar Aalto anwendete, wurden auch seine Möbel hergestellt. Weitere Patente betrafen u. a. Zeichenhilfen, Fahrradkurbeln und ein Rohr-Kupplungs-System.

### Architektur
Von seinen zahlreichen Architekturentwürfen, die fast alle von montanen Stilmerkmalen durchsetzt waren, wurden kaum mehr als ein Dutzend realisiert. Seine architektonischen Werke erfahren bisher wenig Beachtung und befinden sich im weiteren Umkreis von Turin und dem Skigebiet Breuil-Cervinia, was vielleicht ihre geringe Bekanntheit erklärt.
Das Casa Garelli (1963–65) kann als architektonisches Ready-made angesehen werden, denn ein alter schweizerischer Heuschober in Blockhaus-Architektur wurde aufwändig demontiert
und als Wohnhaus auf einem gemauerten Steinsockel einer neuen Bestimmung zugeführt.
Charakteristisch für seine Schaffensweise ist der Umstand, dass er fast nie nur das Äußere eines Bauwerks entwarf, sondern sich auch für die innere Gestaltung interessierte, was vor allem an der Casa del Sole, einer Hommage an Le Corbusiers Unité d’Habitation, ersichtlich ist. Er entwarf hierzu eine Vielzahl von Möbeln, wie ein Stockbett, das mit wenigen Handgriffen zu einem Doppelbett oder einem Tisch mit Stühlen umgebaut werden konnte.

### Inneneinrichtung
Seine Inneneinrichtungsentwürfe hingegen wurden oft umgesetzt und verblüffen heute nicht weniger als damals, da sie von der traditionellen Verwendung der Materialien stark abweichen und ganz neue Wege beschreiten. Dabei gestaltete er skulpturale Einzelstücke; sein Ziel war nicht, Serienmöbel zu entwerfen.
Mollino gilt als der einer der Schöpfer des Organischen Designs: Vielen Möbeln sieht man eine tierähnliche Gestalt an, so wird das bedside table (1945) seiner Form wegen auch Canguro genannt, die Beine des Casa Minola I-Radiogestells (1945) erinnern an einen springenden Hund, während Leuchten wie jene für die Casa Rivetti (1949) und die Casa Minola (1945) offensichtlich von Blüten inspiriert waren. Tischgestelle, wie jenes für die Ausstellung Italy at work (1959), haben den Charakter einer Wirbelsäule, während Hocker wie die für die Casa Devalle (1940) Schlingpflanzen gleichen. Viele mutmaßen auch eine starke erotische Komponente in seinen Möbelentwürfen, die er für sich selbst oder enge Freunde anfertigte.
Die von ihm entworfenen Möbel erzielen hohe Preise, so zum Beispiel ein Schreibtisch, den er für die Casa Orengo entwarf und der vor einigen Jahren für 3,8 Millionen US-Dollar verkauft wurde, nachdem er bereits 1985 mit 140.000 US-Dollar den höchsten Preis für ein Möbelstück seit dem Zweiten Weltkrieg erzielt hatte.
Neben seinem Elternhaus, in dem er zeitlebens wohnte, besaß er in der Via Napoleone 2 in Turin noch ein Apartment, das er vor Freunden und Bekannten geheim hielt und mit Möbeln und Objekten von Le Corbusier, Eero Saarinen, Paolo Venini u. a. als privates Design-Universum gestaltete. Es wurde erst nach Molinos Tod entdeckt und als okkulte Inszenierung gedeutet. Heute ist es als Privatmuseum zugänglich.

## Werke (Auswahl)

### Bauwerke
- 1936–1939: Società Ippica Torinese, mit Vittorio Baudi di Selve, Turin (1960 abgerissen)
- 1946–1947: Skirestaurant am Lago Nero (Chalet del Lago Nero), Sauze d’Oulx, Provinz Turin, Piemont. Es wurde nie gänzlich fertiggestellt und schließlich dem Verfall überlassen, jedoch in den 1990er Jahren renoviert; 1999 war die 1. Etappe des Wiederaufbaus abgeschlossen.
- 1947–1955: Wintersportzentrum Casa del Sole, Cervinia
- 1950–1952: Restrukturierung des Vittorio-Emmanuele-Theaters im RAI - Auditorium mit Carlo Morbelli, Turin
- 1952–1953: Villa Luigi Cattaneo, auf der Hochebene von Agra, nahe Luino
- 1957–1960: Leitung der mit dem Entwurf für INA-Sozialwohnbauten in der Corso Sebastopoli, Turin beauftragten Fachgruppe (Carlo A. Bordogna, Franco Campo, Francesco Dolza, Carlo Graffi, Nino Rosani)
- 1958: Restaurierung des Flughafengebäudes Torino-Aeritalia, Turin
- 1960–1968: Casa Mollino, Turin
- 1964–1972: Palazzo degli Affari, Sitz der Handelskammer Turin, mit Carlo Graffi, Alberto Galardi und Antonio Migliasso, Turin
- 1965–1973: Teatro Regio di Torino (Nuovo Teatro Regio), mit Marco Zavelani Rossi, Carlo Graffi und Adolfo Zavelani Rossi, Turin

### Inneneinrichtungen
- 1938: Casa Miller, Turin
- 1938–1939: Casa Devalle, Turin
- 1944–1946: Casa Minola, Turin
- 1949: Casa Orengo, Turin
- 1959–1960: Lutrario-Ballsaal, Turin
- 1968: Casa Pistoi, Turin

### Nicht realisierte Projekte
- 1934: Projekt für eine Pfarrkirche in Passignano sul Trasimeno
- 1940: Wiederaufbau der Schutzhütte Kind in Sauze d’Oulx
- 1945–1947: Projekt für das Wintersportzentrum Quota 2600
- 1951–1952: Projekt für den Sitz der FISI (Federazione Italiana Sport Invernali), Madonna di Campiglio
- 1954: Erweiterung des Krankenhauses in Rivoli
- 1954: Kapelle des Instituts Luce Nuova in Giaveno
- 1966: Bebauungsplan von Sauze d’Oulx
- 1967–1968: Projekt für den Alterssitz Casa Mollino, Liscia di Vacca, Sardinien
- 1968: Dèpendance Branca (Autowerkstatt mit Dienstleistungen), Lignan - Saint Barthèlemy (Nus - Aosta)

### Möbel
- 1944: Ohrensessel Ardea
- 1946: Tisch Reale
- 1954: Armlehnsessel Gilda
- 1959: Mollino-Stuhl

## Auszeichnungen
- 1932: 1. Preis im Entwurfswettbewerb für einen alpinen Landwirtschaftsbetrieb
- 1946: 1. Platz im Entwurfswettbewerb für das Monument der Freiheitskämpfer auf dem Hauptfriedhof Turin, mit Umberto Mastroianni
- 1951: 1. Platz im Vetroflex-Domus-Wettbewerb für den Entwurf eines Einfamilien-Ferienhauses in den Bergen
- 1952: Ehrenpreis im Entwurfswettbewerb für Unterkünfte der Saint-Gobain S.p.a., Pisa
- 1964: 1. Preis im Entwurfswettbewerb für den Palazzo degli Affari, Sitz der Handelskammer Turin, mit Carlo Graffi, Alberto Galardi und Antonio Migliasso

## Ausstellung
- 2011: Haus der Kunst, München: Carlo Mollino - maniera moderna[4][5]

## Bibliografie (Auswahl)

### Eigene Werke
- Completa y veridica historia de Picasso y del Cubismo. Chiantone Verlag, Turin 1945
- L'isola di Moreni. Galerie La Bussola, Turin 1946
- Architettura, arte e tecnica. Chiantore Verlag, Turin 1948. Mit Giuseppe Vadacchino
- Il messaggio della camera oscura. Chiantore Verlag, Turin 1949
- Il linguaggio dell'architettura, il volto della città. Chiantore Verlag, Turin 1949
- Istruzioni ad uso dei candidati ed aspiranti alla qualifica di maestro scelto. Cosciuma Verlag, Mailand 1953. Mit Gai Mirando

### Beiträge in anderen Werken
- Vita di Oberon. In: Casabella. Nr. 67, Juli 1933, S. 10–12.
- L’amante del Duca. In: Il Selvaggio. August, Oktober, Dezember 1934.
- Mille case. In: Domus. Nr. 85, Januar 1935, S. 3–4, mit Gino Levi-Montalcini und Emilio Pifferi.
- L’amante del Duca. In: Il Selvaggio. März, April 1935.
- Per un’architettura urbanistica. In: Domus. Nr. 101, Mai 1936, S. 1, mit G. Levi-Montalcini und E. Pifferi.
- L’amante del Duca. In: Il Selvaggio. Mai 1936.
- Incanto e volontà di Antonelli. In: Torino. Mai 1941, S. 1–15.
- Camera da letto per una cascina in risaia. In: Domus. Nr. 181, Januar 1943, S. 12–46.
- La casa e l’ideale: casa in collina. In: Domus. Nr. 182, Februar 1943, S. 50–54.
- Urbanismo e condizione umana. In: Stile. Nr. 31, Juli 1943, S. 9–13.
- Proposizioni sui mobili tipo che i costruttori di mobili sono invitati a leggere. In: Stile. Nr. 31, Juli 1943, S. 50–54.
- Urbanistica: tecnica dell’utopia. In: Il Costume Politico e Letterario. 29. September 1945, S. 11.
- Testimonianze della casa. In: Tracciati. Nr. 5, Mai 1945, S. 112–121.
- Vedere l’architettura. In: Agorà. Nr. 8, August, S. 13–19; Nr. 9–10, September–Oktober, S. 19–25; Nr. 11, November 1945, S. 18–25.
- Utopia e ambientazione. In: Domus. Nr. 237, 1949, S. 14–19.
- Tutto è permesso sempre salva la fantasia. In: Domus. Nr. 269, April 1950, S. 20–27.
- Esiste l’architettura moderna? In: Omnibus. Mai 1950, S. 21–29.
- Critica cinematografica e arti più o meno figurative. In: Le belle arti e il film, Magazin der Biennale Venedig. Nr. 8–9, September 1950, S. 70–75.
- La stazione della funivia del Furggen. In: Prospettive. Nr. 1, Dezember 1951, S. 32–37.
- L’architettura attuale in Italia. In: Marco Valsecchi und Umbro Apollonio: Panorama dell’arte italiana.Lattes Verlag, Turin 1951, S. 55–60.
- Retoriche e poetiche della proporzione. In: Domus. Nr. 269, April 1952, S. 33–34.
- Schemi linguistici nell’architettura. In: Galleria di arti e lettere. Nr. 2, März–April 1953, S. 13–15.
- Classicismo e Romanticismo nell’architettura attuale. In: Metron. Nr. 53–54, September–Dezember, S. 4–11, und Atti e rassegna tecnica della Società degli ingegneri e degli architetti in Torino. Nr. 12, Dezember 1954, S. 453–459.
- L’architettura, intenzioni e caratteristiche. In: Bernardi Marziano: L’auditorium di Torino. Eri Verlag, Turin 1962, mit Aldo Morbelli.
- Nuovo teatro regio, progetto di massima. In: Torino. 1965, mit Marcello Zavelani Rossi.
- Nuovo teatro regio, relazione allegata al progetto esecutivo. In: Torino. 1966, mit Zari Leonida.

Außerdem verfasste Mollino mehrere Beiträge für die Monatsschrift der Turiner Architekten- und Ingenieursgilde (Atti e rassegna tecnica della Società degli ingegneri e degli architetti in Torino: 1949, 1952, 1953, 1954 und 1973).

### Fernsehbeiträge
Carlo Mollino erstellte Fernsehbeiträge für die RAI:
- L’architettura è uno specchio. 28. Januar 1958
- La casa dell’uomo: dalla palafitta al grattacielo. 14. März 1958
- La nostra casa si trasforma: I. dalle origini al Rinascimento. II. Dal Barocco al neoclassico. III. Età moderna. 23. Januar 1959

## Zitate
- «Tutto è permesso, sempre salva la fantasia» (dt.: Alles ist erlaubt, solange es fantastisch ist).[6]
- «La poesia non nasce dalle regole, ma le regole derivano dalla poesia» (dt.: Die Poesie wird nicht aus Regeln geboren, sondern die Regeln aus der Poesie).[7]